# Superliga Austríaca de Basquetebol de 2024-25
A Temporada da Liga Austríaca de Basquetebol de 2024-25, oficialmente Win2day Basketball Superliga por razões de patrocinadores, foi a 78ª edição da competição de primeiro nível do basquetebol masculino na Áustria. À partir de 20 de abril de 2022 a liga passou a se chamar "win2day Basketball Superliga" em virtude de seu novo patrocinador e direitos de "naming rights".
Ao término da temporada 2023-24 a equipe Gunners Oberwart sagrou-se campeão conquistando seu terceiro título austríaco e defende seu título a atual temporada.
Em janeiro aconteceu a final da Copa da Áustria com vitória dos Dukes de Klosterneuburg por 62 - 60 sobre o Raiffensein Flyers Wels, feito que ajudou a compor a tríplice coroa em copas da cidade de Klosterneuburg na mesma temporada, onde as Duquesas foram campeãs da Copa Feminina e os Sitting Bulls venceram a Copa de Basquetebol em cadeira de rodas.

## Clubes participantes
A liga teve um decréscimo de participantes em comparação à temporada 2023-24 pois o Vienna DC Timberwolves optou jogar na B2L (segunda divisão) em decorrência de razões financeiras.
| Clube                        | Cidade         | Arena                      | Capacidade |
| ---------------------------- | -------------- | -------------------------- | ---------- |
| Arkadia Traiskirchen Lions   | Traiskirchen   | Lions Dome                 | 1 200      |
| BC Vienna                    | Viena          | Hallmann Dome              | 1 000      |
| BK IMMOunited Dukes          | Klosterneuburg | Happyland Klosterneuburg   | 1 000      |
| COLDAMARIS BBC Nord Dragonz  | Eisenstadt     | Allsportzentrum Eisenstadt |            |
| BOSCO Bulls                  | Kapfenberg     | Sporthalle Walfersam       | 1 000      |
| CITIES Panthers Fürstenfeld  | Fürstenfeld    | Stadhalle Fürstenfeld      | 1 200      |
| Raiffensein Flyers Wels      | Wels           | Raiffeisen Arena           | 1 700      |
| SKN St. Pölten Basketball    | Sankt Pölten   | Sport Zentrum              | 1 000      |
| Raiffensein Swans Gmunden    | Gmunden        | Volksbank Arena            | 2 200      |
| UBSC Raiffeisen Graz         | Graz           | Raiffeisen Sportpark Graz  | 3 000      |
| UNGER STEEL Gunners Oberwart | Oberwart       | Sporthalle Oberwart        | 1 700      |

## Temporada regular

### Classificação
fonte:basketballaustria.at

### Confrontos
| ↓ Casa\Visitante →           | TRA    | VIE     | DUK    | FÜR   | DRA    | BUL    | WEL   | STP    | GMU   | GRZ   | OBE   |
| ---------------------------- | ------ | ------- | ------ | ----- | ------ | ------ | ----- | ------ | ----- | ----- | ----- |
| Arkadia Traiskirchen Lions   |        | 80-74   | 81-77  | 89-70 | 80-78  | 84-77  | 74-67 | 95-91  | 87-93 | 88-79 | 67-76 |
| BC Vienna                    | 81-88  |         | 81-85  | 80-87 | 79-86  | 74-78  | 86-83 | 80-70  | 88-83 | 92-72 | 65-95 |
| BK IMMOunited Dukes          | 53-59  | 108-85  |        | 72-68 | 82-67  | 93-75  | 73-81 | 84-66  | 67-87 | 86-85 | 97-74 |
| CITIES Panthers Fürstenfeld  | 58-86  | 101-109 | 61-107 |       | 78-93  | 63-100 | 73-74 | 74-81  | 65-88 | 59-88 | 70-84 |
| COLDAMARIS BBC Nord Dragonz  | 80-76  | 76-71   | 75-78  | 83-74 |        | 84-80  | 70-96 | 90-76  | 73-84 | 94-86 | 85-87 |
| Bosco Bulls                  | 66-72  | 90-76   | 74-77  | 89-83 | 98-99  |        | 71-79 | 104-85 | 84-85 | 93-96 | 66-81 |
| Raiffeisen Flyers Wels       | 99-77  | 93-89   | 96-94  | 75-61 | 95-88  | 70-68  |       | 73-53  | 89-87 | 88-67 | 76-82 |
| SKN St. Pölten Basketball    | 64-114 | 94-78   | 67-73  | 87-80 | 94-69  | 73-81  | 54-92 |        | 77-95 | 74-80 | 80-90 |
| Raiffensen Swans Gmunden     | 100-65 | 83-68   | 87-79  | 98-64 | 101-76 | 71-70  | 76-96 | 83-76  |       | 86-79 | 77-80 |
| UBSC Raiffeisen Graz         | 73-68  | 100-62  | 88-71  | 95-83 | 92-72  | 84-82  | 77-87 | 85-66  | 90-75 |       | 74-81 |
| UNGER STEEL Gunners Oberwart | 54-64  | 98-78   | 89-90  | 91-48 | 87-82  | 102-97 | 87-78 | 83-52  | 72-87 | 83-72 |       |

fonte:basketballaustria.at

## Segunda fase

### Grupo A
| Pos | Equipe                       | J  | V  | D  | Pts | P+   | P-   | SP  |     | C/V   | TRA   | DUK   | WEL   | GMU   | GRZ   | OBE |
| --- | ---------------------------- | -- | -- | -- | --- | ---- | ---- | --- | --- | ----- | ----- | ----- | ----- | ----- | ----- | --- |
| 1   | UNGER STEEL Gunners Oberwart | 30 | 23 | 7  | 30  | 2443 | 2223 | 220 | TRA |       | 85-82 | 80-69 | 82-65 | 63-69 | 79-87 |     |
| 2   | Raffeisen Flyers Wels        | 30 | 22 | 8  | 28  | 2466 | 2249 | 217 | DUK | 71-67 |       | 96-94 | 93-90 | 83-81 | 75-72 |     |
| 3   | Raiffeisen Swans Gmunden     | 30 | 21 | 9  | 27  | 2551 | 2336 | 215 | WEL | 73-61 | 82-59 |       | 86-73 | 80-78 | 66-53 |     |
| 4   | BK IMMOunited Dukes          | 30 | 18 | 12 | 23  | 2429 | 2384 | 45  | GMU | 87-81 | 85-62 | 92-74 |       | 80-78 | 71-76 |     |
| 5   | Arkadia Traiskirchen Lions   | 30 | 18 | 12 | 22  | 2349 | 2236 | 113 | GRZ | 51-88 | 86-74 | 68-77 | 92-94 |       | 53-84 |     |
| 6   | UBSC Raiffeisen Graz         | 30 | 13 | 17 | 15  | 2366 | 2388 | -22 | OBE | 72-69 | 96-88 | 82-78 | 76-82 | 69-57 |       |     |

### Grupo B
| Pos | Equipe                      | J  | V  | D  | Pts | P+   | P-   | SP   |     | C/V    | VIE    | FÜR   | DRA   | BUL   | STP |
| --- | --------------------------- | -- | -- | -- | --- | ---- | ---- | ---- | --- | ------ | ------ | ----- | ----- | ----- | --- |
| 1   | COLDAMARIS BBC Nord Dragonz | 28 | 16 | 12 | 23  | 2267 | 2280 | -13  | VIE |        | 87-81  | 91-92 | 62-92 | 77-73 |     |
| 2   | BOSCO BULLS                 | 28 | 13 | 15 | 20  | 2327 | 2188 | 139  | FÜR | 69-100 |        | 70-80 | 77-93 | 79-91 |     |
| 3   | BC Vienna                   | 28 | 8  | 20 | 11  | 2204 | 2392 | -188 | DRA | 87-68  | 77-64  |       | 85-81 | 81-73 |     |
| 4   | SKN St. Pölten Basketball   | 28 | 6  | 22 | 8   | 2056 | 2323 | -267 | BUL | 74-65  | 107-74 | 73-55 |       | 80-69 |     |
| 5   | CITIES Panthers Fürstenfeld | 28 | 2  | 26 | 3   | 2005 | 2464 | -459 | STP | 74-58  | 60-71  | 66-90 | 70-84 |       |     |

## Playoffs

### Quartas de final
| Time 1                       | Série | Time 2                      | 1º Jogo | 2º Jogo  | 3º Jogo | 4º Jogo | 5º Jogo |
| ---------------------------- | ----- | --------------------------- | ------- | -------- | ------- | ------- | ------- |
| UNGER STEEL Gunners Oberwart | 3 - 0 | BOSCO BULLS                 | 89 - 65 | 75 - 65  | 90 - 84 | -       | -       |
| BK IMMOunited Dukes          | 1 - 3 | Arkadia Traiskirchen Lions  | 60 - 83 | 78 - 87  | 84 - 76 | 76 - 94 | -       |
| Raffeisen Flyers Wels        | 1 - 3 | COLDAMARIS BBC Nord Dragonz | 80 - 89 | 97 - 102 | 78 - 67 | 76 - 79 | -       |
| Raiffeisen Swans Gmunden     | 3 - 0 | UBSC Raiffeisen Graz        | 85 - 77 | 100 - 64 | 76 - 71 | -       | -       |

### Semifinal
| Time 1                       | Série | Time 2                     | 1º Jogo | 2º Jogo | 3º Jogo | 4º Jogo | 5º Jogo |
| ---------------------------- | ----- | -------------------------- | ------- | ------- | ------- | ------- | ------- |
| UNGER STEEL Gunners Oberwart | 3 - 0 | Arkadia Traiskirchen Lions | 89 - 84 | 81 - 64 | 83 - 79 | -       | -       |
| COLDAMARIS BBC Nord Dragonz  | 3 - 1 | Raiffeisen Swans Gmunden   | 91 - 78 | 72 - 99 | 80 - 73 | 84 - 82 | -       |

### Final
| Time 1                       | Série | Time 2                      | 1º Jogo | 2º Jogo | 3º Jogo | 4º Jogo | 5º Jogo |
| ---------------------------- | ----- | --------------------------- | ------- | ------- | ------- | ------- | ------- |
| UNGER STEEL Gunners Oberwart | 3 - 0 | COLDAMARIS BBC Nord Dragonz | 81 - 63 | 79 - 66 | 75 - 67 | -       | -       |

| Win2day Basketball Superliga 2024-25   |
| -------------------------------------- |
| UNGER STEEL Gunners Oberwart 4º Título |

## Clubes austríacos em competições internacionais
| Clube | Competição        | Resultado |
| ----- | ----------------- | --------- |
|       | Liga dos Campeões |           |
|       | Copa Europeia     |           |